# Moonlight Drive
"Moonlight Drive" é uma canção da banda estadunidense The Doors, lançada em seu segundo álbum de estúdio, Strange Days, de 1967. Foi editada para uma duração de 2:16 para o lado B do single de "Love Me Two Times". Embora contenha um arranjo de blues convencional, a característica definidora da faixa é sua batida ligeiramente fora do ritmo e o "gargalo" ou slide guitar de Robby Krieger, que cria um som assustador.

## Composição

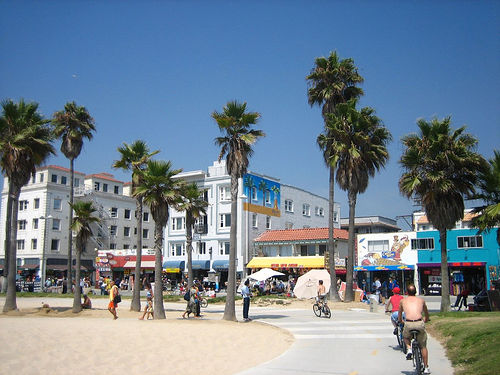
Venice Beach, Los Angeles, onde Ray Manzarek e Jim Morrison se conheceram

Esta é uma das primeiras canções compostas pelo vocalista Jim Morrison. De acordo com a biografia No One Here Gets Out Alive, escrita por Jerry Hopkins e Danny Sugerman, Morrison escreveu "Moonlight Ride" em um telhado em Venice Beach, Los Angeles, Califórnia, em 1965. Mais tarde, quando encontrou seu amigo e futuro membro da banda, Ray Manzarek, proferiu os versos iniciais: "Vamos nadar até a lua, vamos escalar a maré, penetrar na noite que a cidade dorme para esconder". Manzarek ficou impressionado, e eles decidiram formar uma banda. Morrison já tinha um nome em mente: The Doors.
"Moonlight Drive" foi gravada junto com outras canções durante as primeiras gravações demo do grupo no Trans World Pacific Studios. Foi gravada no ano seguinte para o álbum de estreia epônimo da banda, mas acabou não sendo lançada; isso se deveu à insatisfação dos membros da banda com o resultado, que difere da versão que seria posteriormente lançada. Esta versão foi finalmente publicada como um outtake na edição do 40.º aniversário do álbum de estreia.

## Apresentações
Gravações de apresentações ao vivo da canção revelam uma ligação com uma espécie de morte por afogamento – seja assassinato, suicídio ou simplesmente ir longe demais. Morrison canta em apresentações ao vivo, provavelmente improvisando, referindo-se a "peixes para seus amigos" e "pérolas para seus olhos", evocando a imagem de um cadáver podre deitado no fundo do oceano, ao mesmo tempo em que se refere a Shakespeare. Morrison também lia o poema "Horse Latitudes", de Strange Days, durante apresentações ao vivo, antes de repetir os versos finais da terceira estrofe da canção, como demonstrado na versão que apareceu pela primeira vez em Alive, She Cried.

## Créditos
The Doors
- Jim Morrison – vocal
- Ray Manzarek – clavinete hohner, piano de cauda[10]
- Robby Krieger – guitarra com gargalo[3]
- John Densmore – bateria

Músicos adicionais
- Doug Lubahn – baixo
- Paul Beaver – efeitos sonoros do sintetizador moog[10]